# Jarov (okres Plzeň-jih)
Obec Jarov (dříve také Rajov, německy Jarau nebo Jarow) se nachází v okrese Plzeň-jih, kraj Plzeňský. Žije zde 217 obyvatel.

## Historie
První písemná zmínka o obci pochází z roku 1558. Nedaleko stávala obec Bzík, která je uváděna již v roce 1650 jako pustá.
V letech 1960–1979 k obci patřila Zhůř.